# Cherokee (Iowa)
Cherokee é uma cidade localizada no estado americano de Iowa, no Condado de Cherokee.

## Demografia
Segundo o censo americano de 2000, a sua população era de 5369 habitantes.
Em 2006, foi estimada uma população de 4964, um decréscimo de 405 (-7.5%).

## Geografia
De acordo com o United States Census Bureau tem uma área de
16,7 km², dos quais 16,6 km² cobertos por terra e 0,1 km² cobertos por água. Cherokee localiza-se a aproximadamente 274 m acima do nível do mar.

## Localidades na vizinhança
O diagrama seguinte representa as localidades num raio de 16 km ao redor de Cherokee.